# 多面体
| 正四面体 正多面体           | 小星型十二面体 星型正多面体     |
| 二十・十二面体 半正多面体   | 大立方立方八面体 一様星形多面体 |
| 菱形三十面体 カタランの立体 | 穿孔多面体                      |

多面体（ためんたい、英: polyhedron）は、4つ以上の平面に囲まれた立体のこと。 複数の頂点を結ぶ直線の辺と、その辺に囲まれた面によって構成される。 したがって、円柱などの曲面をもつものは含まず、また、すべての面の境界が直線である場合に限られる。 3次元空間での多胞体であるとも定義できる。

多面体の一種、立方体

2次元空間での多胞体は多角形なので、多角形を3次元に拡張した概念であるとも言える。
英語ではポリヘドロン (polyhedron)、複数形はポリヘドラ (polyhedra) である。多角形のポリゴン (polygon) の複数形がポリゴンズ (polygons) であるのとは異なる。代表的なものとして、正多面体や半正多面体などがある。

## オイラーの多面体定理（オイラーの多面体公式）
穴の開いていない多面体、すなわち球面に同相な多面体については、頂点、辺、面の数 v, e, f について
{\displaystyle v-e+f=2}
が成り立つ。これをオイラーの多面体定理（オイラーの多面体公式）という。右辺が2となるのは多角形や多胞体の場合(0)とは異なり、1次元空間の線分で常に
{\displaystyle v=2}
となるのと同様である。奇数次元で2となるのは、空集合と全体集合（いずれも全次元共通で1個、ただし-1次元では同一）を考慮しないためであり、これらを含めて交代和を取れば全次元共通（0次元を含み、-1次元を除く）で0となる（パスカルの三角形を参照）。また全体集合のみを含む場合は全次元共通で1となり、空集合のみを含む場合は1と-1で振動する。
この定理は、実際に多面体として成り立つような形状にとどまらず、頂点と辺から成るような任意の「グラフ」について扱うグラフ理論による定理である。たとえば穿孔多面体のような貫通した孔を g 個持つ多面体では次式（オイラー・ポアンカレの多面体公式）となる。
{\displaystyle v-e+f=2(1-g)}

## 分類

### 凸多面体
凸多面体は全ての二面角が180度未満の多面体である。
- 正多面体（プラトンの立体） - 全ての面が合同な正多角形で、全ての頂点形状が合同な正多角形である多面体。
- 半正多面体（アルキメデスの立体） - 全ての面が正多角形で、全ての頂点形状が合同な凸多面体のうち、正多面体以外。
- カタランの立体（アルキメデス双対） - 全ての面が合同で、二面角が等しい多面体のうち、正多面体以外。各面の中心を結ぶと半正多面体になる。
- デルタ多面体 - 全ての面が正三角形である凸多面体。
- 角柱 - 2枚の平行な底面と四辺形の側面からなる多面体。
- 反角柱 - 2枚の平行な底面と三角形の側面からなる多面体。
- ジョンソンの立体 - 全ての面が正多角形である凸多面体のうち、正多面体、半正多面体、角柱、反角柱以外。
- 角錐 - 1枚の底面と三角形の側面からなる多面体。
- 双角錐 - 2つの角錐を底面で張り合わせた多面体。
- ねじれ双角錐 - 双角錐を両頭頂点でねじったような、反角柱の双対となる多面体。
- 角錐柱 - 角錐と角柱を底面で張り合わせた多面体。
- 角台塔 - 辺の数の比が1:2で平行な2枚の底面と、四角形と三角形の側面を持つ多面体。
- ゾーン多面体 - 向かいあった辺同士が全て平行になっている多角形のみで構成されている多面体。
- 等面菱形多面体 - 全ての面が合同な菱形である多面体。平行多面体 - 単独で空間充填をするゾーン多面体。

### 凹多面体
凹多面体はいずれかの二面角が180度を超える多面体である。
- 星型多面体 - 面または頂点形状に星型多角形がある多面体。
- 星型正多面体（ケプラー・ポアンソの立体） - 全ての面が合同な正多角形（星型多角形を含む）で、全ての頂点形状が合同な正多角形（星型多角形を含む）である多面体のうち、凸正多面体以外。
- 複合多面体 - 同一形状の多面体を複数個重ね合わせた立体。
- 複合体 - 複数の多面体を体積の一部が共有するようにして重ねた立体。
- 一様多面体 - 全ての面が正多角形(星型正多角形)で、全ての頂点形状が合同な多面体。この中には凸多面体と非凸多面体が含まれる。
- 穿孔多面体 - 貫通した孔のある多面体。
- 単側多面体 - メビウスの帯やクラインの壺のように表裏の区別のつかない多面体。[2]

以上は閉じた多面体の分類であるが、多面体の定義を「空間内で複数の多角形を辺で連結された立体」と緩めることによって、
- 開多面体 - 空間を切り取らない有限面体
- ねじれ正多面体（スポンジ） - 全ての面が合同な正多角形で、ジグザグの頂点形状を持ち空間を二分する無限の面をもつ多面体

といった開いた多面体も論じられる場合がある。

## 作図
- 双対多面体 - 各面の中心を結ぶ。
- 星型多面体 - 各面を広げる。